# Carsten Stahl
Carsten Stahl (* 30. Oktober 1972 in West-Berlin; bürgerlich Carsten Paul Andreovits) ist ein ehemaliger deutscher Laienschauspieler.

## Leben
Nach eigenen Angaben wuchs Stahl in den 1970er Jahren in Berlin-Neukölln auf. Als Jugendlicher begann er mit Kraft- und Kampfsport. Er behauptet, Anführer einer kriminellen Gang in Neukölln gewesen zu sein. Nach der Geburt seiner Kinder habe er das kriminelle Milieu verlassen und sei als Türsteher und Personenschützer tätig gewesen.
Über eine kleine Rolle bei RTL II nahm er an einem Casting teil und erhielt die Hauptrolle in der Serie Privatdetektive im Einsatz. Er verkörperte von 2011 bis 2014 in insgesamt 289 Serienfolgen den stark tätowierten, muskelbetonten Chef einer Detektei.
Stahl lebt in Berlin und hat zwei Kinder.

## Engagement gegen Mobbing
Stahl gibt an, selbst Mobbingopfer gewesen zu sein. Im Jahr 2014 gründete er die Bürgerinitiative Stoppt Mobbing!, um Berliner Schulrektoren anzubieten, mit Schulklassen über Gewalt im Alltag, Drogen, Diskriminierung und kriminelles Verhalten zu sprechen. Stahl gründete mit anderen den Trägerverein Camp Stahl e. V. und wurde bundesländerübergreifend tätig.
Über das Bundesprogramm Demokratie leben! wurde nach lokaler Förderentscheidung in Erfurt die Einladung des Antimobbing-Trainers Stahl für sein jeweils mehrstündiges Gewaltpräventions-Programm mit Schülern und Lehrern aus Bundesmitteln mitfinanziert.
Im April 2018 liefen vier Folgen der Reality-TV-Sendung Stahl: hart gegen Mobbing auf RTL 2, in der Stahl jeweils eine Schule besuchte. Eine weitere Folge erschien 2019, zwei im Jahr 2021. Es wurden auch lokale Mobbing-Präventions-Stützpunkte gegründet.

### Kritik
Carsten Stahls Methoden gelten als umstritten.
Die Neuköllner SPD-Kommunalpolitikerin Mirjam Blumenthal schrieb auf Facebook, Stahl wende „verbale und psychische Erniedrigungen an“, und dass er „Schüler*innen Waffen an den Hals hält“, was Stahl bestritt.
Schulpsychologen der Stadt Düsseldorf äußerten die Bedenken, dass er die Betroffenen lediglich emotionalisiere, ihnen aber keine nachhaltigen Konzepte oder Strategien zum dauerhaften Umgang mit den Problemen anbiete. Im Vordergrund stehe für Stahl die Selbstinszenierung der eigenen Arbeit, nicht der Schutz von Mobbingopfern oder Selbsterkenntnis und Verhaltensänderung bei Tätern. Wegen der fehlenden Nachhaltigkeit seines Konzepts sowie der zu vermutenden Belastungsrisiken für die Betroffenen werde das „Camp Stahl“ weder gefördert noch den Schulen in Düsseldorf empfohlen. Der Neuköllner Jugendhilfe-Ausschuss entschied im März 2019, nicht mit Stahls Anti-Mobbing-Projekt zusammenzuarbeiten. Der Standard beschrieb Stahl in einem Artikel als „etwas pathetischer Motivationsguru mit rauer Street-Credibility“, das von ihm begründete „Bündnis Kinderschutz“ verletze durch seine Öffentlichkeitsarbeit den Opferschutz und trage zu Deanonymisierung und Retraumatisierung bei.

## Politik
Ab April 2021 war Stahl Mitglied der Freien Wähler Berlin. Bei der Wahl zum Abgeordnetenhaus am 26. September 2021 kandidierte er auf der vom früheren FDP-Politiker Marcel Luthe angeführten Landesliste auf Platz vier. Außerdem trat er unter dem Namen „Andreovits (Stahl), Carsten“ als Direktkandidat im Wahlkreis Treptow-Köpenick 1 an und bekam bei der Wiederholungswahl am 12. Februar 2023 laut amtlichen Endergebnis 170 Erststimmen (0,8 %). Als die Partei für eine Covid-Impfpflicht eintrat, verließ Stahl die Freien Wähler 2022 wieder.
Stahl sprach sich in der Öffentlichkeit, in auf seinem YouTube-Kanal veröffentlichten Videos und während anderer Internetauftritte, mehrmals gegen eine allgemeine Covid-19-Impfpflicht aus und kritisierte den gesellschaftlichen Impfzwang. Außerdem bemängelte er die Enthaftung von Pharmaunternehmen wie Biontech, die Covid-19-Impfstoffe entwickelten, im Falle von Impfschäden und das Ignorieren von Impfschäden in der Politik.
Zur Europawahl 2024 engagierte er sich als „parteiunabhängiger Kandidat“ für die Kleinstpartei Bürger. Rechtsstaat. Demokratie. – Initiative für das Grundgesetz, auf der er für den zweiten Listenplatz vorgesehen war – der Partei wurde jedoch die Teilnahme an der Wahl aufgrund fehlender Unterstützerunterschriften vom Bundeswahlausschuss versagt.

## Publikation
- mit Jürgen Lemke: Du Täter, Du Opfer: Stark gegen Mobbing und Gewalt. Gräfe und Unzer, München 2018, ISBN 978-3-8338-6391-2.